# Nisída Kalólimnos
Nisída Kalólimnos är en ö i Grekland.   Den ligger i prefekturen Nomós Dodekanísou och regionen Sydegeiska öarna, i den östra delen av landet, 300 km öster om huvudstaden Aten. Arean är 2,0 kvadratkilometer.
Terrängen på Nisída Kalólimnos är lite kuperad. Öns högsta punkt är 109 meter över havet. Den sträcker sig 1,3 kilometer i nord-sydlig riktning, och 3,3 kilometer i öst-västlig riktning.